# ボルゴ・サン・ロレンツォ
ボルゴ・サン・ロレンツォ（伊: Borgo San Lorenzo）は、イタリア共和国トスカーナ州フィレンツェ県にある、人口約18,000人の基礎自治体（コムーネ）。

## 地理

### 位置・広がり
フィレンツェの約23㎞北北東に位置する。

#### 隣接コムーネ
隣接するコムーネは以下の通り。
- フィエーゾレ
- フィレンツオーラ
- マッラーディ
- パラッツオーロ・スル・セーニオ
- ポンタッシエーヴェ
- スカルペリーア・エ・サン・ピエロ
- ヴァーリア
- ヴィッキオ

### 気候分類・地震分類
ボルゴ・サン・ロレンツォにおけるイタリアの気候分類 (it) および度日は、zona E, 2122 GGである。
また、イタリアの地震リスク階級 (it) では、zona 2 (sismicità media) に分類される。

## 行政

### 分離集落
ボルゴ・サン・ロレンツォには以下の分離集落（フラツィオーネ）がある。
- Casaglia, Grezzano, Luco di Mugello, Panicaglia, Polcanto, Razzolo, Ronta, Sagginale

## 交通
ボルゴ・サン・ロレンツォ市からは、トレニタリアの地方路線により、フィレンツェやファエンツァに容易にアクセスできる。